# Гилби Кларк
Гилби Кларк (17 август 1962 в Кливланд, Охайо) е американски китарист.
През 1991 г. заменя Изи Страдлин в американската хардрок група „Гънс Ен' Роузис“ като китарист. Излиза от групата през 1994 г. Оттогава е направил 5 солоалбума.
През 2006 г. заедно с Томи Лий и Джейсън Нюстед сформира групата „Rock Star Supernova“.